# Улица Ленина (Ижевск)
У́лица Ле́нина — одна из крупнейших центральных улиц Ижевска, расположенная в Первомайском районе.
Направлена приблизительно с запада на восток, в конце делает поворот на юго-восток. Начинается у плотины Ижевского пруда (улица Свердлова), пересекает значительную часть города и заканчивается у городской черты, соединяясь с Камбарской улицей. Является границей Первомайского района с Индустриальным и ближе к концу улицы с Устиновским районом. Протяжённость улицы 7,3 километра.
Пересекает улицы Максима Горького, Красную, Карла Маркса, Вадима Сивкова, Красноармейскую, Пушкинскую, Коммунаров, Удмуртскую, Воровского, Орджоникидзе, Карлутскую набережную, Халтурина, Михайлова, Бабушкина, 40 лет Победы и Союзную.
Справа примыкают улицы: Свободы, Фронтовая, Мичурина, Совхозная, Чапаева, Снайперская, Энгельса, Смирнова, Маслюкова, Молодёжная и Писателя Самсонова.
Слева примыкают Первомайская улица и улица Героя Советского Союза Павла Блинова (до 2018 года — Моторная).
Нумерация домов ведётся от улицы Свердлова.

## История
Одна из старейших улиц Ижевска. В XIX веке официально была названа Нижне-Михайловским проспектом в честь Великого князя Михаила Павловича, памятник-колонна которому был открыт в 1852 году. Однако название не прижилось. Утвердилось название Бодалёвский проулок в честь проживавшего на ней купца первой гильдии Ивана Бодалёва, владевшего пивоваренным заводом на набережной Ижевского пруда.
До революции проулок был малоприметной улицей, здесь было всего четыре каменных здания: собор А. Невского, дом Новикова, всесословный клуб и дом чиновника Васильева. Также в Бодалёвском переулке работали 2 частных кинотеатра — «Модерн» и «Иллюзион». Последний располагался в деревянном здании на месте современного дома № 5 (у перекрёстка с улицей Карла Маркса). После революции «Иллюзион» был переименован в «Красный инвалид», а с октября 1925 года и до своего закрытия в 1934 году кинотеатр носил имя «Отдых».
Постановлением реввоенсовета Ижевска от 13 декабря 1918 года улица получила название «Улица Tруда».
В 1941 году по улице Труда открылось трамвайное движение, до улицы Орджоникидзе. В то время по улице проходил лишь один трамвайный маршрут — № 2.
В середине XX века архитекторами института «Удмуртгражданпроект» во главе с В. П. Орловым был разработан проект реконструкции улицы. Она должна была стать крупным городским проспектом с жилыми кварталами, торговыми предприятиями и различными учреждениями. Проект тут же начали воплощать в жизнь. В 1950—1960-х годах улицу замостили и значительно расширили. По обеим её сторонам выросли различные по архитектуре здания. В 1968 году в сквере, возле дома номер 15, была установлена пушка-памятник в честь бойцов противотанкого дивизионна имени Комсомола Удмуртии. В 1970 году улице было дано название «Улица Ленина», в честь столетия со дня рождения В. И. Ленина, которое она носит до сих пор.
1 августа 2013 года на улице около гипермаркета «Ашан» после реконструкции был открыт подземный пешеходный переход.

## Примечательные здания и сооружения
| По нечётной стороне: - № 1 — Машиностроительный лицей № 8; - № 15 — Дом чиновника И. Л. Васильева (1912); - № 21 — бизнес-центр «Форум»; - № 23 — бизнес-центр «Партнёр»; - № 27 — бизнес-центр «Время»; - № 31 — магазин «Охота»; - № 37 — Первомайский районный суд города Ижевска; - № 45 — Деловой центр «Удмуртия»; - № 79 — Республиканская детская клиническая больница; - № 81 — медико-санитарная часть «Ижмаш». | По чётной стороне: - № 20 — магазин «Дом одежды» (1966, архитектор А. В. Овечкин) - № 26а — магазин «Дом обуви» (1966, архитектор А. В. Овечкин) - № 30 — банк «Ижкомбанк»; - № 46 — предприятие «УдмуртАвтоТранс»; - № 100 — Республиканский кожно-венерологический диспансер; - № 102 — Республиканский онкологический диспансер; - № 104 — Ижевский ипподром; - № 106а — Роспотребнадзор Удмуртской Республики; - № 108 — школа-интернат № 2; - № 132 — санаторий «Сосновый»; - № 136 — гипермаркет «Ашан»; - № 138 — торговый центр «Кит»; - № 140 — магазин «Радиотехника»; - № 140а — ресторан «Макдоналдс». |

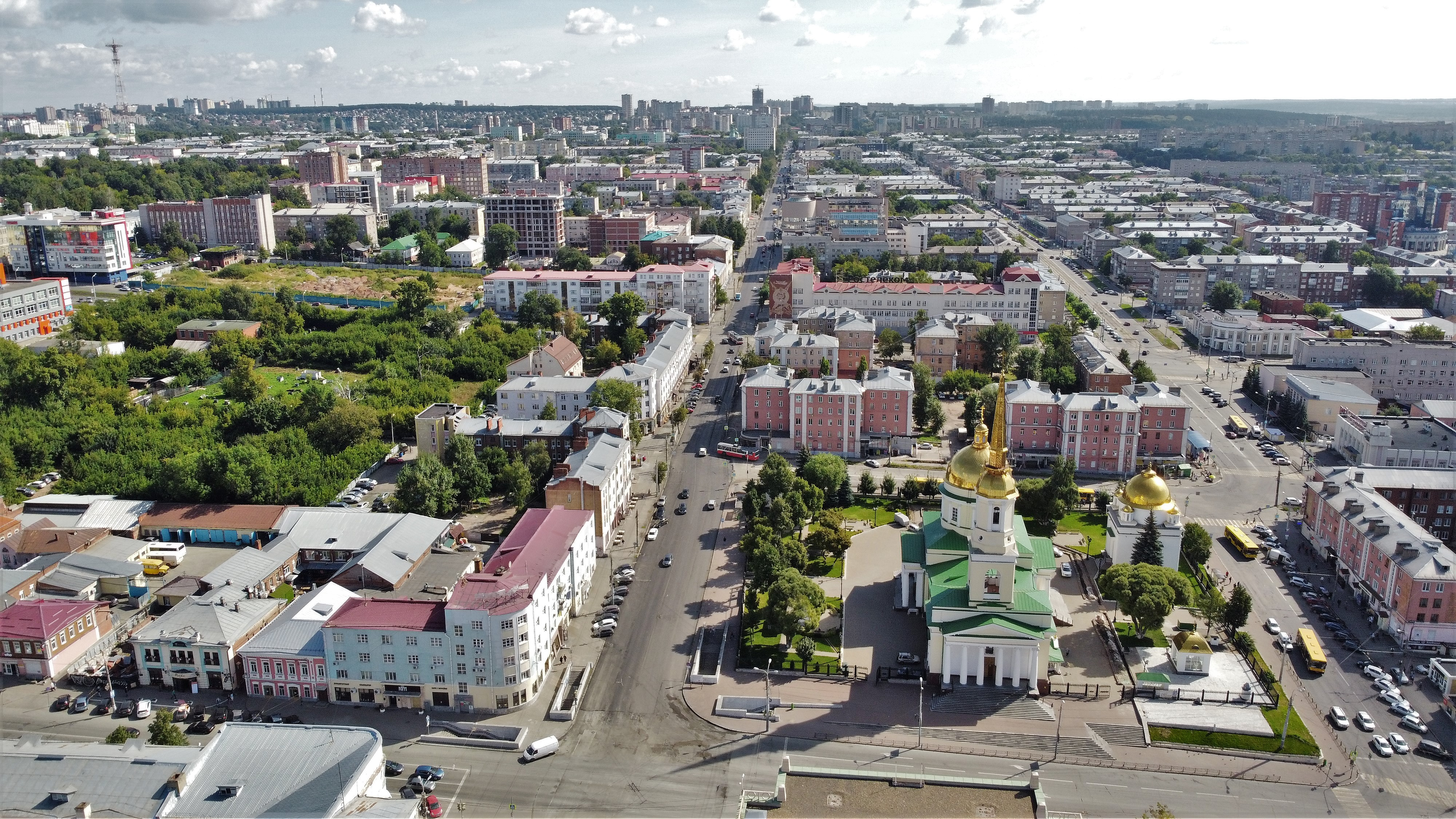
Александро-Невский собор и параллельные улицы Советская (в центре) и Ленина (справа)
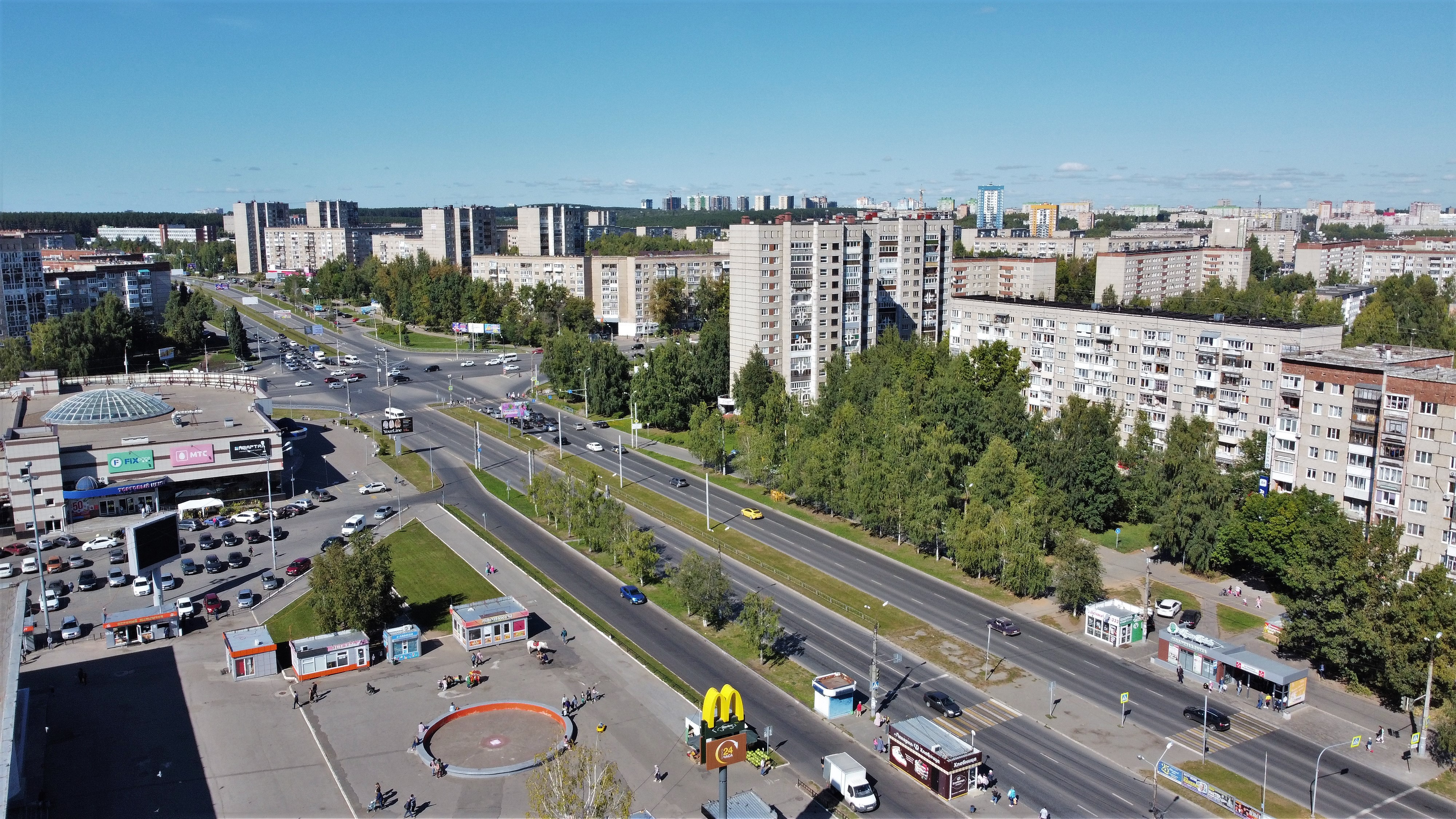
Перекрёсток с улицей Молодёжной
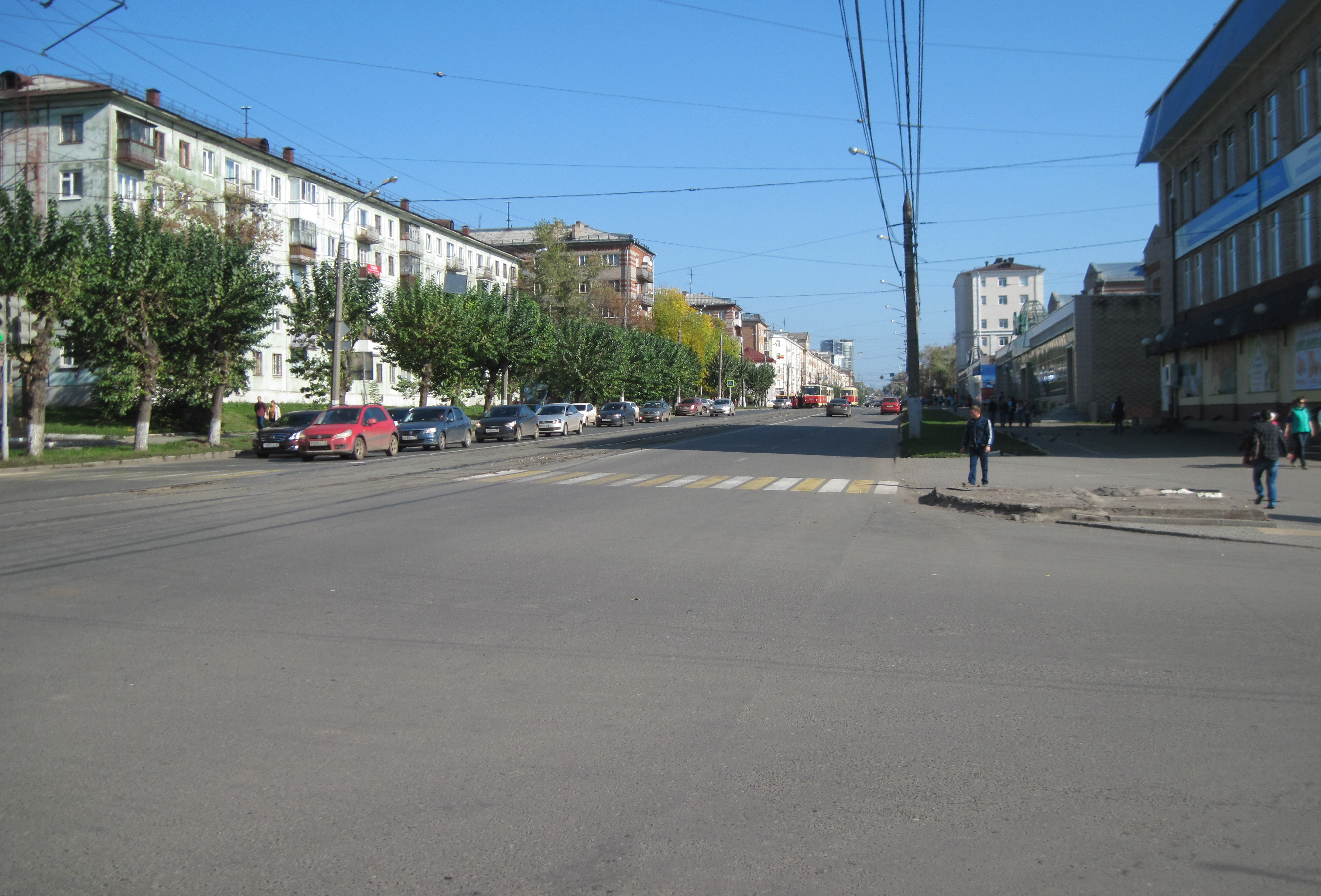
Перекрёсток с улицей Красноармейской
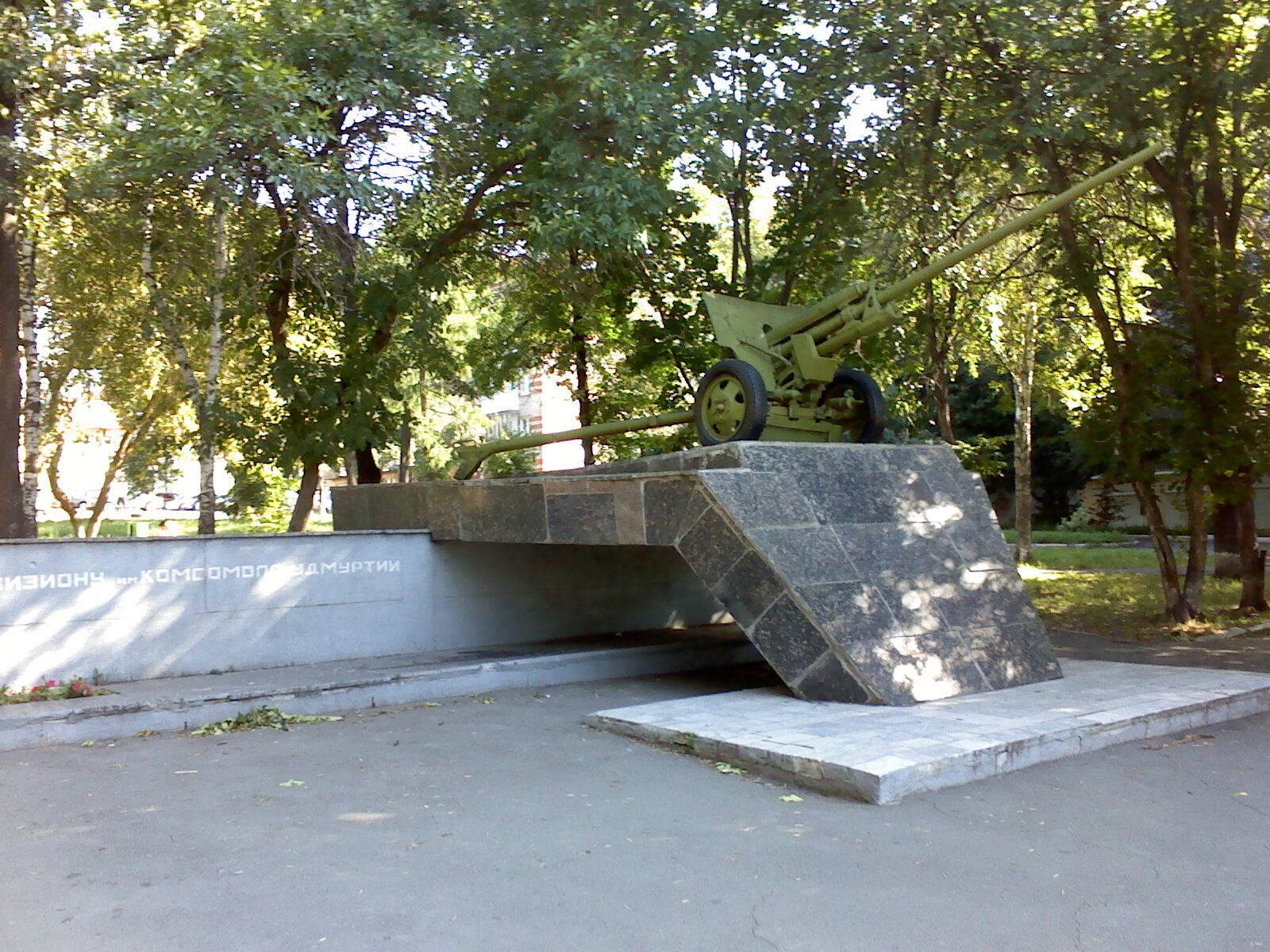
Памятник противотанковой пушке ЗИС-2 в сквере у кинотеатра «Дружба»
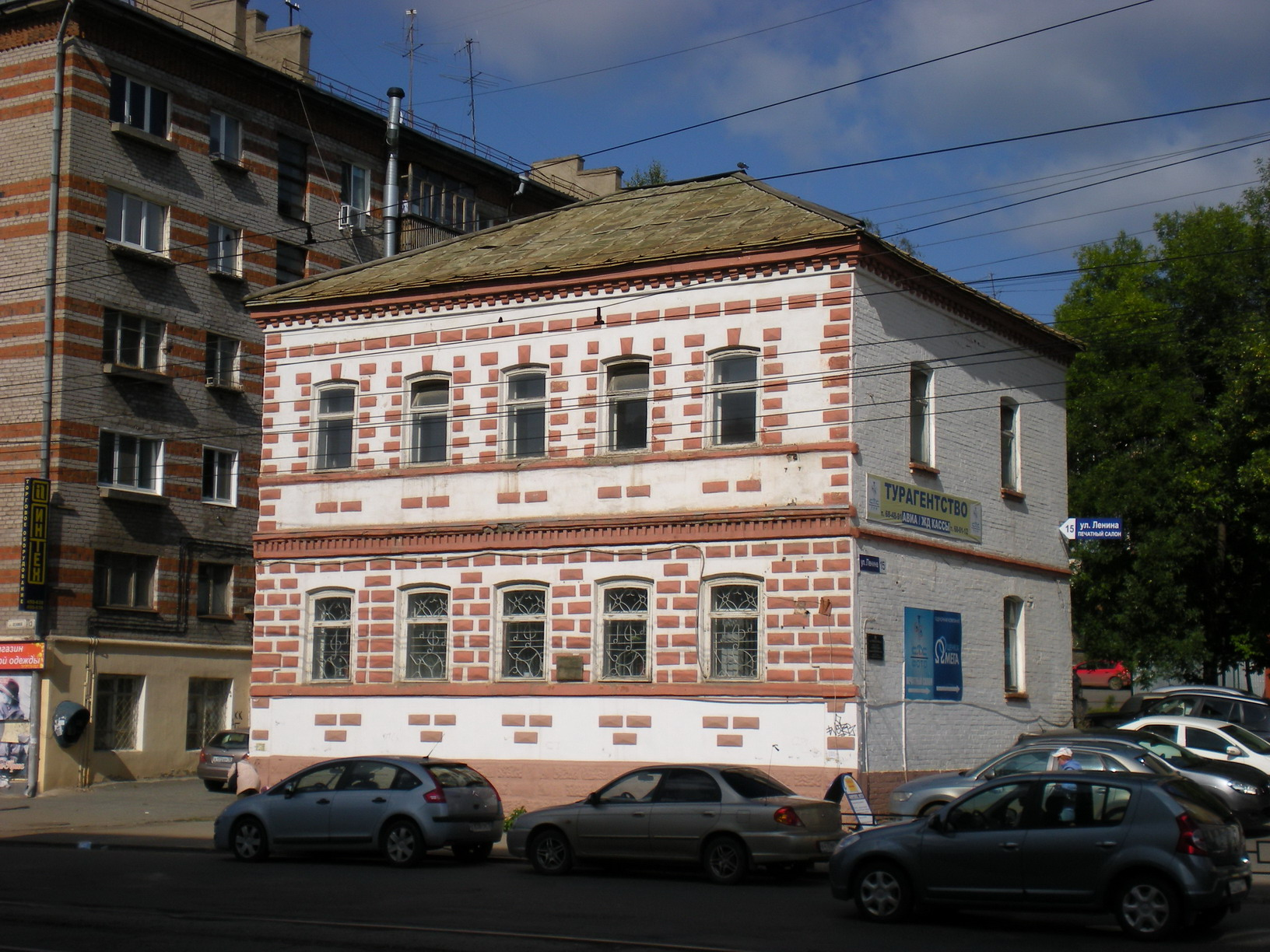
Дом чиновника Васильева
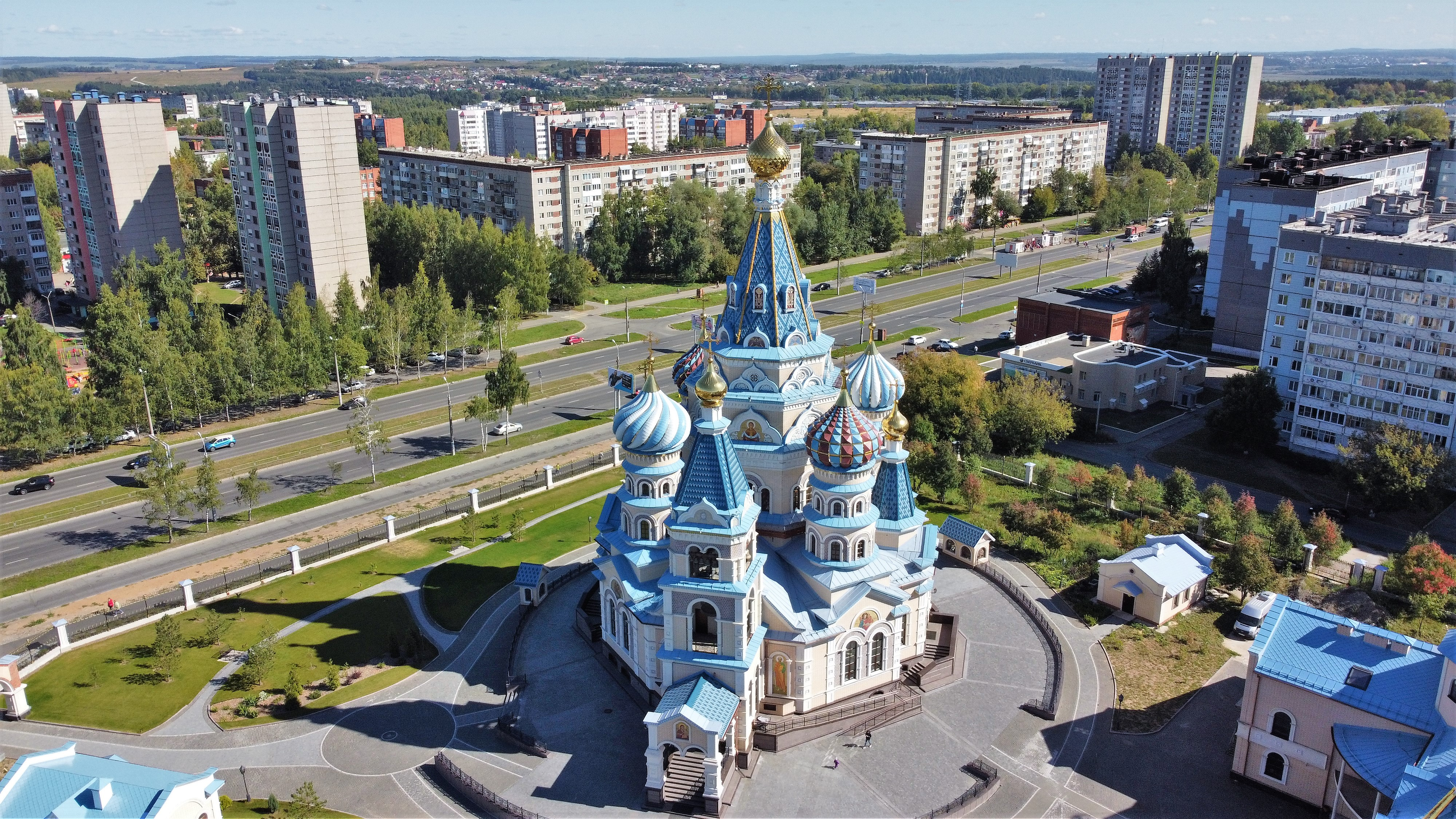
Иверская церковь
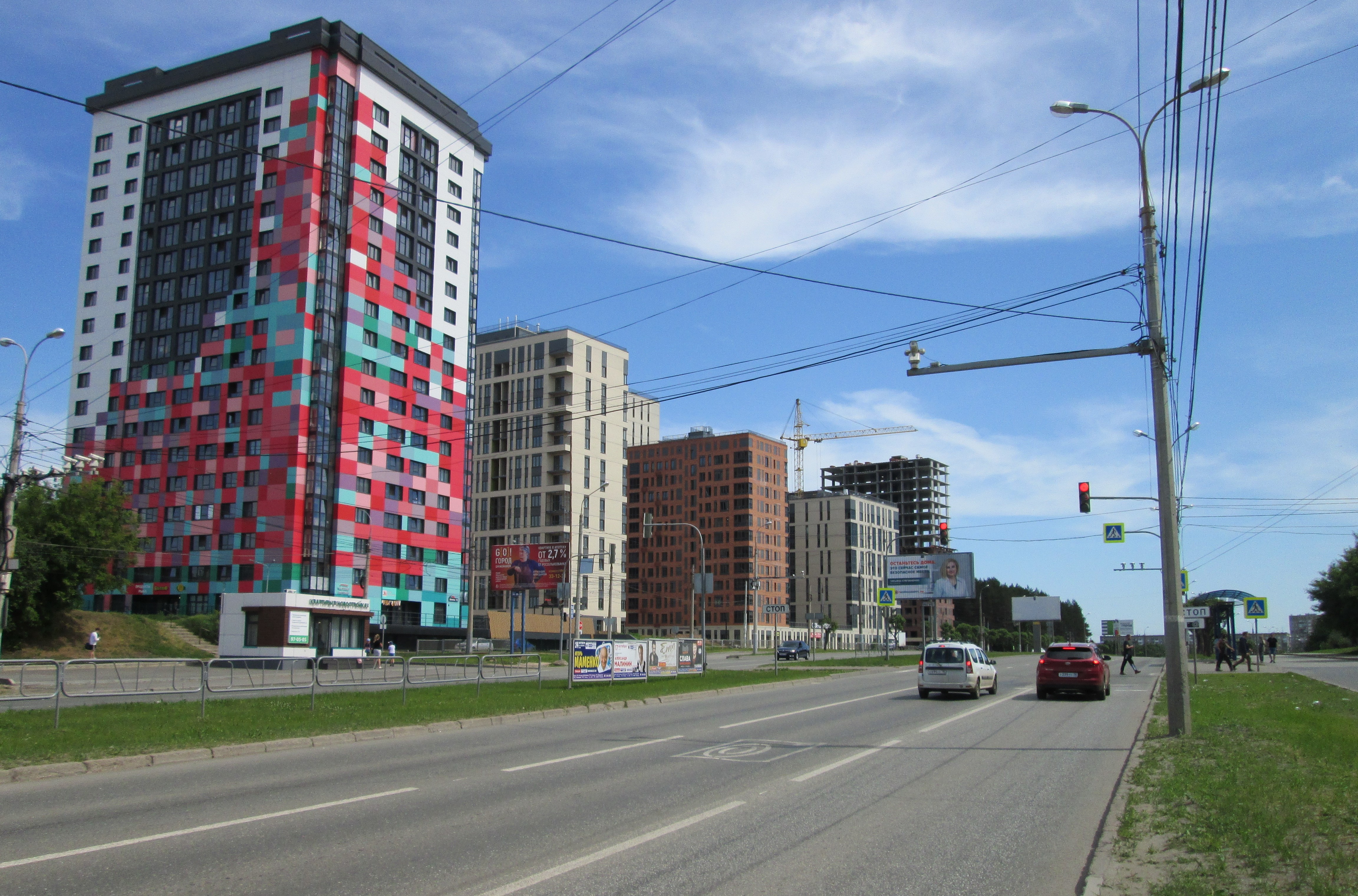
Жилой комплекс «Скандинавия»

## Транспорт
По улице проходят трамвайные маршруты № 2, 3, 4, 5, 8, 10, 11, 12, а также автобусные маршруты № 10, 28, 40, 45, 79, 281, 319, 341, а на небольшом участке от улицы Молодёжной до улицы Союзной № 18, 27, 29, 31, 52, 321, 331, 357, 400.
Улица Ленина является основной транспортной магистралью, связывающей центр города с крупными восточными микрорайонами, в результате чего она стала одной из самых загруженных и аварийных в Ижевске: там регулярно случаются ДТП с участием автотранспорта и трамваев.